# 高花
高花（たかばな）は、千葉県印西市の町丁。現行行政地名は高花一丁目から高花六丁目。郵便番号270-1342。

## 地理
北から東までは草深、南は結縁寺、南西は船尾、西は多々羅田、北西は原山、船尾に隣接している。

## 世帯数と人口
2017年（平成29年）10月31日現在の世帯数と人口は以下の通りである。
| 丁目       | 世帯数    | 人口    |
| ---------- | --------- | ------- |
| 高花一丁目 | 352世帯   | 870人   |
| 高花二丁目 | 262世帯   | 718人   |
| 高花三丁目 | 123世帯   | 299人   |
| 高花四丁目 | 487世帯   | 1,140人 |
| 高花五丁目 | 331世帯   | 779人   |
| 高花六丁目 | 664世帯   | 1,663人 |
| 計         | 2,219世帯 | 5,469人 |

## 小・中学校の学区
市立小・中学校に通う場合、学区は以下の通りとなる。
| 丁目       | 番地 | 小学校             | 中学校             |
| ---------- | ---- | ------------------ | ------------------ |
| 高花一丁目 | 全域 | 印西市立高花小学校 | 印西市立船穂中学校 |
| 高花二丁目 | 全域 | 印西市立高花小学校 | 印西市立船穂中学校 |
| 高花三丁目 | 全域 | 印西市立高花小学校 | 印西市立船穂中学校 |
| 高花四丁目 | 全域 | 印西市立高花小学校 | 印西市立船穂中学校 |
| 高花五丁目 | 全域 | 印西市立高花小学校 | 印西市立船穂中学校 |
| 高花六丁目 | 全域 | 印西市立高花小学校 | 印西市立船穂中学校 |

## 施設

### 一丁目
- 印西市立船穂中学校
- 印西市高花学校給食センター
- 高花保育園
- きんでん人材開発センター
- ショッピングセンター高花
- 高花北街区公園
- 高花西児童公園

### 二丁目
- 高花二丁目北自治会集会所
- 印西市立高花小学校
- 印西高花郵便局
- 保健福祉センター
- 高花東街区公園

### 三丁目
- 高花三丁目集会所

### 四丁目
- 高花中児童公園

### 五丁目
- 高花五丁目集会所
- 銀の鈴保育園
- 千葉ニュータウン水道センター
- 高花公園
- 高花町内会集会所

### 六丁目
- 高花六丁目西集会所
- 高花六丁目東集会所
- 高花南児童公園

## 交通

### 鉄道
地内に鉄道は通っていない。中央南にある北総鉄道北総線の千葉ニュータウン中央駅が利用できる。

### 路線バス
- ちばレインボーバス
  - 神崎線（津田沼駅 - 千葉ニュータウン中央駅 - 木下駅）[5][6]
    - （船尾車庫） - 船穂中学校 - （原山東）

  - 西の原線（千葉ニュータウン中央駅 - 印西牧の原駅）[5][7]
    - （原山東） - 高花一丁目 - 公園前 - 高花二丁目 - 高花三丁目 - （西の原小学校）

  - 西の原線（船尾車庫 - 印西牧の原駅）[5][7]
    - （船尾車庫） - 船穂中学校 - 高花一丁目 - 公園前 - 高花二丁目 - 高花三丁目 - （西の原小学校）

  - 高花線（千葉ニュータウン中央駅 - 高花）船穂中学校経由[5][8]
    - （給食センター） - 船穂中学校 - 高花団地入口 - 高花近隣公園 - 高花四丁目 - 高花六丁目 - 高花

  - 高花線（千葉ニュータウン中央駅 - 高花）高花2丁目経由[5][8]
    - （給食センター） - 高花一丁目 - 公園前 - 高花二丁目 - 二丁目3 - 四丁目東 - 高花六丁目 - 高花

  - 高花線（船尾車庫 - 高花）[5][8]
    - （船尾車庫） - 高花団地入口 - 高花近隣公園 - 高花四丁目 - 高花六丁目 - 高花

### 道路
- 主要地方道
  - 千葉県道・茨城県道4号千葉竜ヶ崎線
- 都道府県道
  - 千葉県道190号千葉ニュータウン南環状線